# Raji Arasu
Raji Arasu es una ingeniera de tecnología de Internet india estadounidense y ejecutiva de productos. Fue vicepresidenta de Ingeniería en Marketplaces en eBay y, desde 2011, es la Directora de Tecnología y Vicepresidenta de la filial de eBay, StubHub, donde es responsable de las funciones de Producto e Ingeniería. Como patrocinadora ejecutiva de eBay Women in Technology, Arasu se destaca por su trabajo para educar y capacitar a las mujeres a tener éxito en la industria de la tecnología informática y de Internet, área dominada por los hombres. eBay la describió como un "modelo a seguir para las mujeres", dado su trabajo como ejecutiva de tecnología, que hasta 2012 solo un 9% de  mujeres cumplían. Silicon Valley/San Jose Business Journal la nombró Mujer Influyente en 2011. En 2015, fue nombrada directora de NIC Inc.

## Primeros años de vida y carrera
Arasu nació en India y creció con una serie de aspiraciones infantiles, convertirse en maestro o astronauta. Con el tiempo se decidió por la informática, y obtuvo una licenciatura en Ingeniería Informática de Pune Universidad. Arasu comenzó a trabajar en el desarrollo de software en los Estados Unidos a principios de la década de 1990. Se especializó en comercio y pagos en línea y dirigió equipos de tecnología para varias empresas, entre ellas Oracle, su primer empleo. En 2000 y 2001, Arasu fue directora de ingeniería en MarchFirst.
En 2001,Arasu fue nombrada vicepresidenta de Ingeniería de Trading para eBay, el mercado más grande del mundo. Gestionó el producto y los activos tecnológicos y participó en la mejora de la experiencia del sitio y de los servicios web para vendedores y compradores, el navío, transacciones y pagos. Más tarde fue vicepresidenta de Ingeniería de Marketplaces en eBay. Según eBay, durante su estancia de 10 años en el gigante de Internet, "ayudó a resolver problemas de escalabilidad, tráfico y pagos en el mundo del comercio electrónico en rápida evolución". Arasu describió su trabajo en eBay como algo emocionante dado que tuvo un "impacto directo en los consumidores" de eBay, y dijo que estaba involucrada en traer nuevos modelos a la industria para enseñar a las mujeres en el lugar de trabajo sobre tecnología informática en eBay. Como resultado, eBay describió a Arasu como "ejemplo a seguir por las mujeres", especialmente dado su trabajo como ejecutiva de tecnología, que en 2012 solo un 9% de mujeres lo desarrollaba. Computer World citó las opiniones de Arasu sobre la reducción de los costes de desarrollo de la tecnología en 2009, en las que dijo: "Tengan en cuenta las últimas tecnologías y los paquetes de código abierto que ofrecen nuevas formas de reducir los costes de desarrollo/implementación". Antes de su marcha, fue nombrada por Silicon Valley/San Jose Business Journal como Mujer de Influencia en 2011. Recibió el premio en una cena formal de entrega de premios el 14 de abril de 2011 y fue mencionada en una publicación especial en honor a las mujeres destacadas de Silicon Valley.

## Carrera reciente
En 2011, Arasu se convirtió en Directora de Tecnología de la subsidiaria de eBay, StubHub, el minorista de entradas de espectáculos y deportes más grande del mundo. Como CTO y vicepresidenta de Stubhub, administró el producto y los activos de ingeniería para StubHub, también se encargó de la planificación de los resultados, la innovación y la mejora de la experiencia del sitio, especialmente para los usuarios de teléfonos móviles, incluido el desarrollo de la hoja de ruta que permite a los usuarios de teléfonos móviles trazar un mapa de lugares como estadios, teatros e instalaciones cercanas. Ella ha dicho de su trabajo para la compañía, "StubHub de muchas maneras ha impactado directamente y ha ayudado a resolver el mismo problema. Una oleada está ocurriendo en términos sociales y toda la experiencia de lo social se está transformando. Darle vida a eso en nuestro sitio, así como dar vida a piezas de nuestras experiencias en el mundo social, lo cual es, o bien, experiencias sobre Facebook o en otros lugares donde se ve gente hablando sobre StubHub y experiencias de eventos en Twitter, muchos de los cuales atraen y conectan a los fans a lo grande". En un artículo de febrero de 2013 en The Boston Globe, Arasu declaró que StubHub se centra en el desarrollo de productos y la ingeniería y crecerá a más de 50 empleados. En 2013 habló en la Conferencia de Diversidad y Liderazgo de California.
A partir de 2015, se convirtió oficialmente en la vicepresidenta senior de la organización CTO de Intuit. 
En una entrevista de 2015 con Forbes, Arasu habló sobre su trabajo con las mujeres y la tecnología: "Si usted no tiene mujeres en el asiento de la mesa pensando en ideas, construyendo productos y abordando problemas de negocios, entonces le falta una parte de la base de clientes..." "Las alumnas necesitan escuchar más sobre nuestros fracasos que sobre nuestros éxitos. Todo el mundo tiene muchas y muchas luchas y fracasos antes de ascender". El 5 de mayo de 2015, fue nombrada directora de NIC Inc.

## Vida personal
Arasu tiene dos hijos y disfruta corriendo en su tiempo libre, participa en medias maratones. También le gusta esquiar y viajar con su familia.